# عمارة باكو

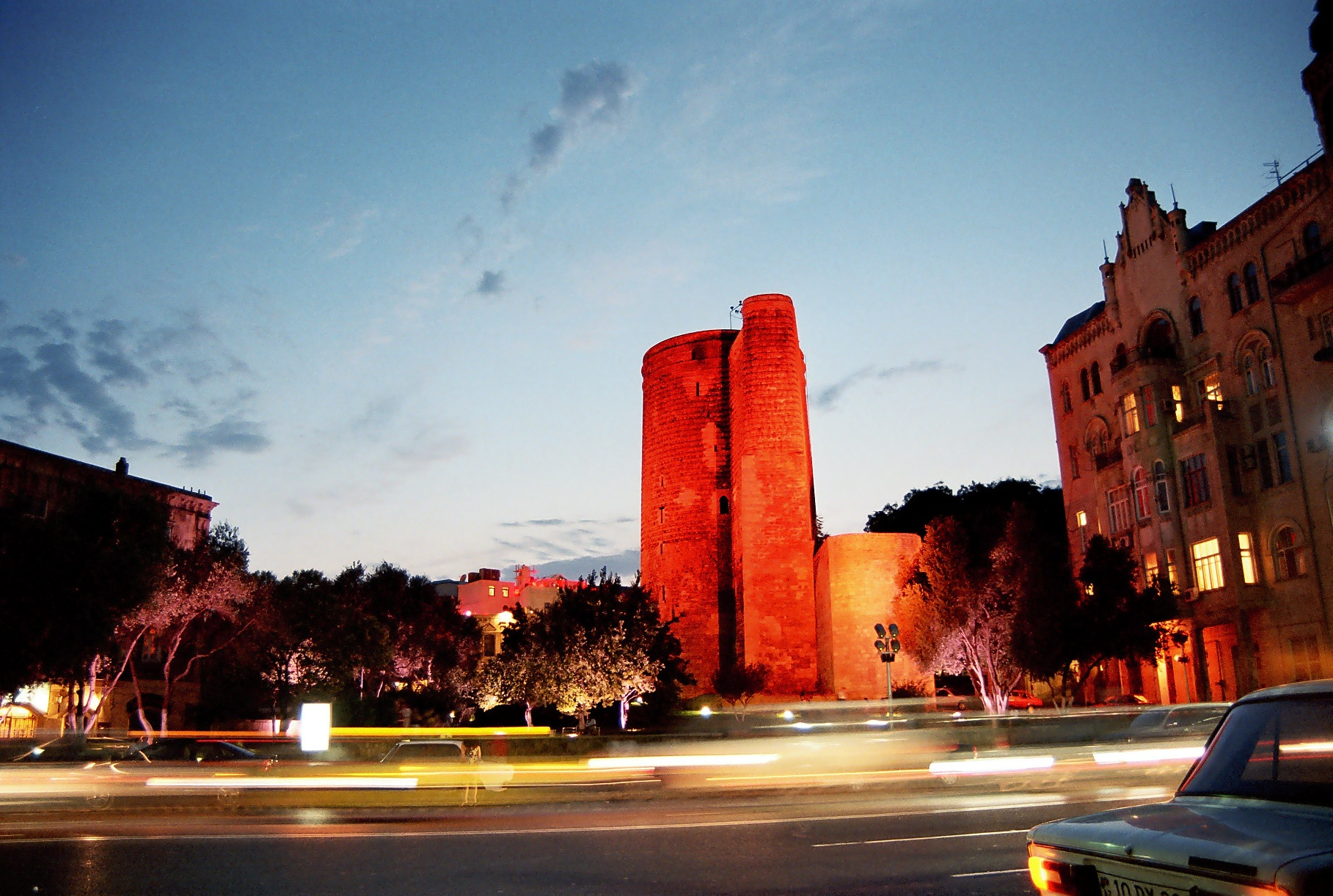
واحدة من أفضل مناطق الجذب السياحي في باكو

العمارة في باكو لا تتميز بأي أسلوب معماري معين، حيث ازدادت مبانيها بشكل كبير على مدى فترة زمنية طويلة.
يحتوي باكو على مجموعة متنوعة من الأنماط، يتقدم من خلال برج مايدن بن دافيد الذي يعود تاريخه إلى القرن الثاني عشر، والمؤسسات التعليمية والمباني التابعة للعصر الإمبراطوري الروسي.
بدأت الهندسة الحديثة الحديثة وما بعد الحديثة في الظهور في أوائل عام 2000. مع التطور الاقتصادي تم تدمير المباني القديمة مثل البيت الأطلسي لإفساح المجال أمام إنشاء منازل جديدة. تظهر المباني مع كل قشرة زجاجية في جميع أنحاء المدينة، مع أبرز الأمثلة على برج سوكار وأبراج اللهب.
العديد من المعالم كانت لراحة الناس والأحداث في المدينة. يوفر ممشي الشهداء إطلالات على المنطقة المحيطة به في الوقت الذي يحيي ذكرى ضحايا يناير الأسود وحرب مرتفعات قرة باغ.

## العمارة الإسلامية
بما أن الإسلام الشيعي هو الدين السائد في أذربيجان، فربما هناك معمارية إسلامية متميزة تتميز ببنايات في باكو. الأماكن الدينية لديها المزيد من الخطوط الإسلامية مرسومة على الأعمدة والأماكن الأخرى في الهيكل. في كانون الأول/ديسمبر 2000، أصبحت مدينة باكو القديمة، بما في ذلك قصر شيرفانشاهس وبرج مايدن، أول موقع في أذربيجان يصنف اليونسكو ككموقع للتراث العالمي.

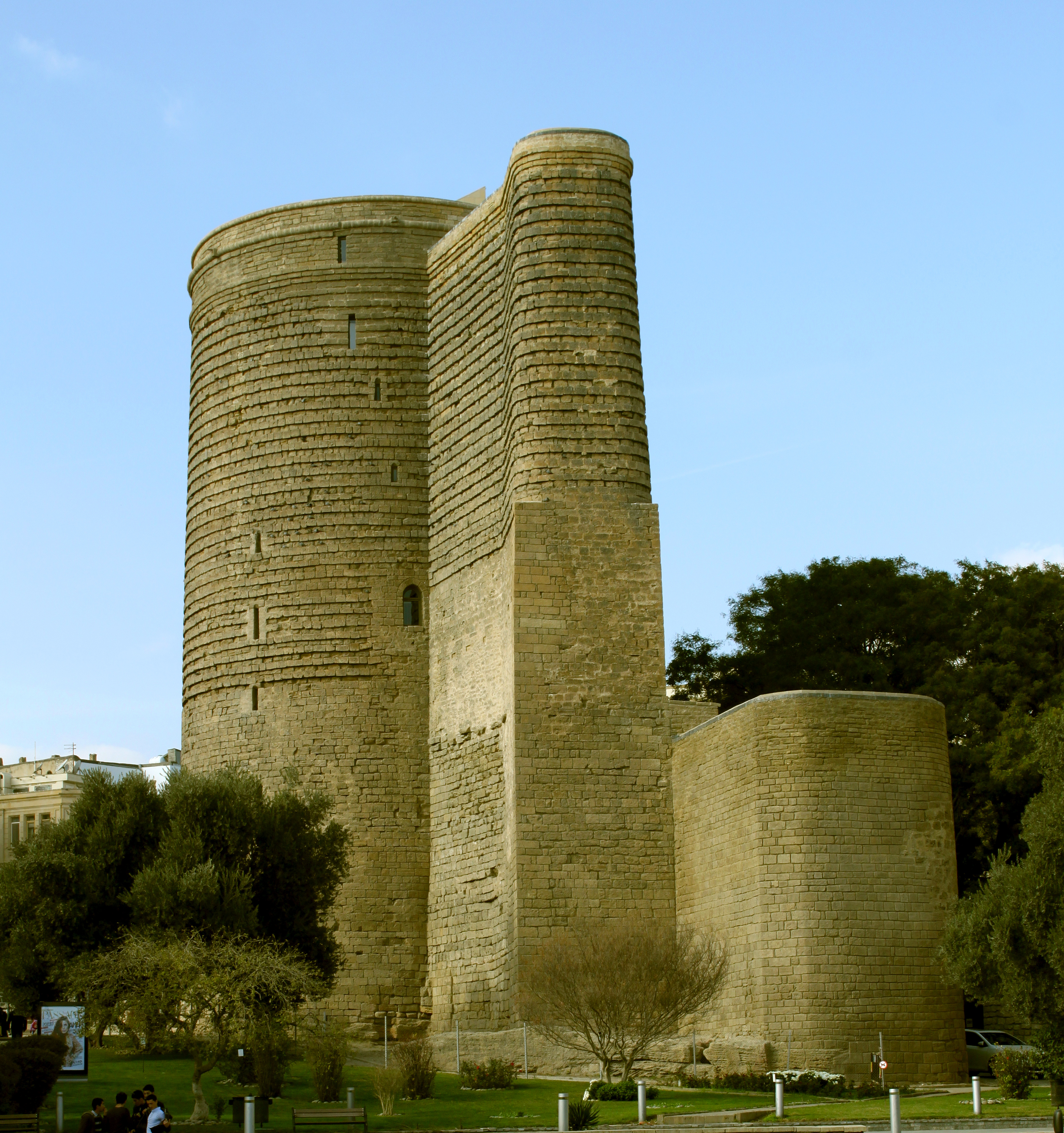
برج العذراء (باكو)
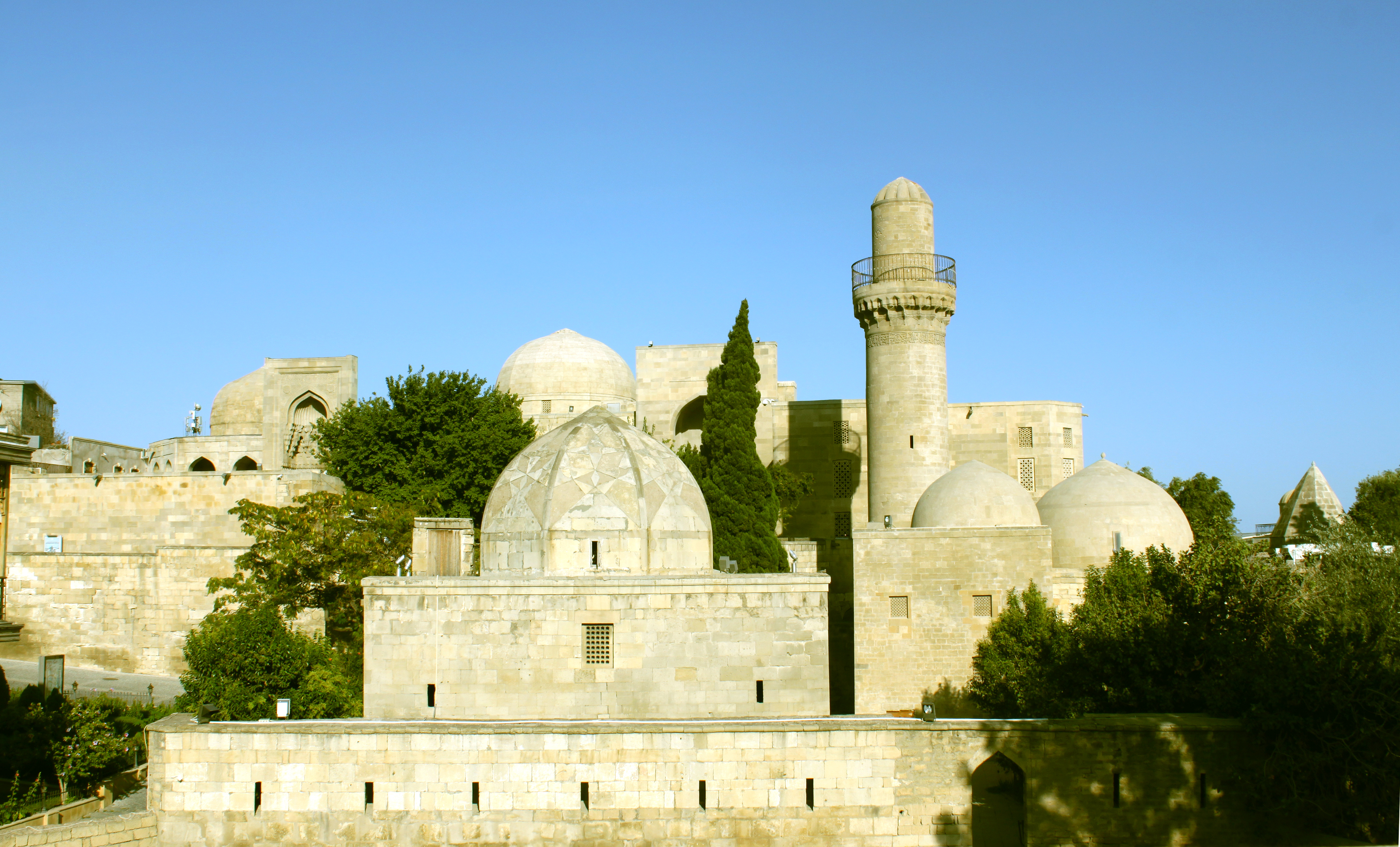
قصر شيرفانشاهس
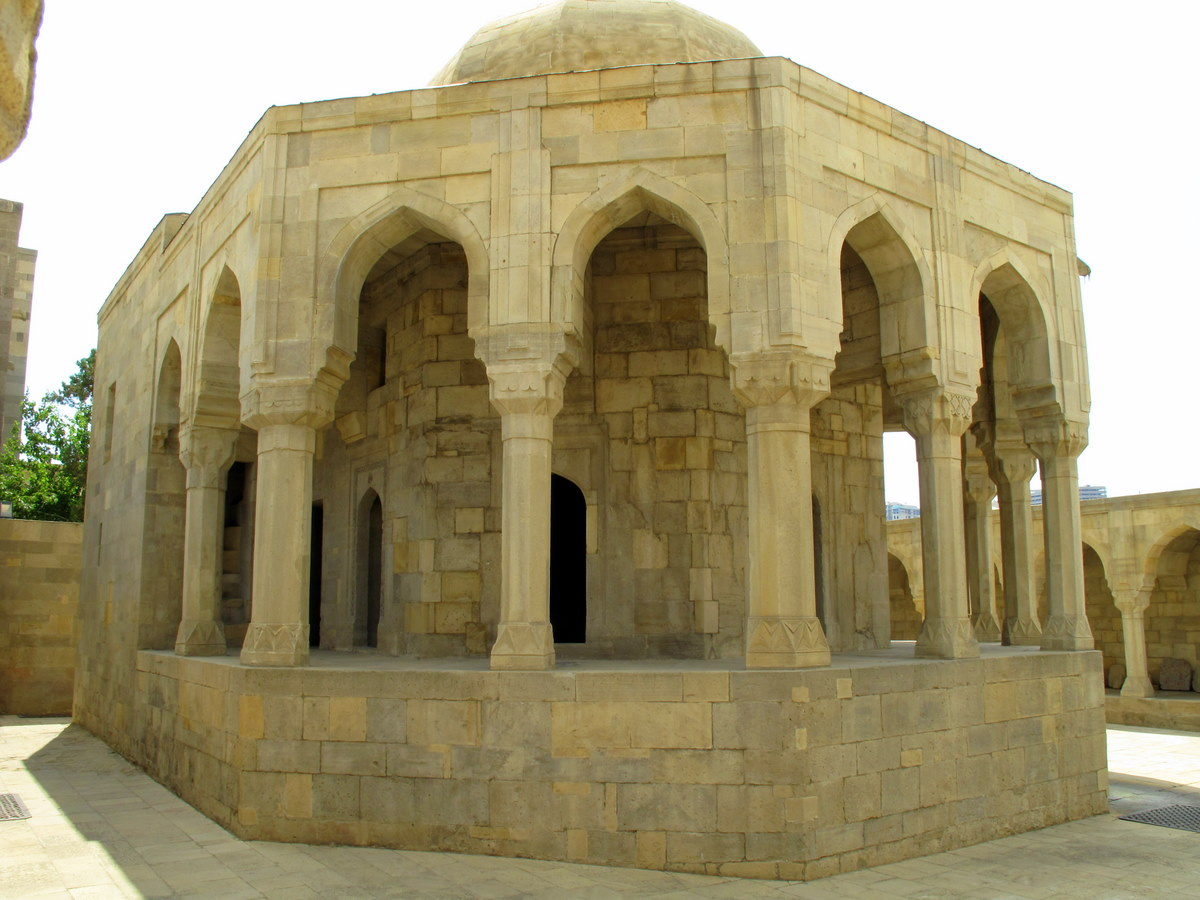
قصر ديفنخان
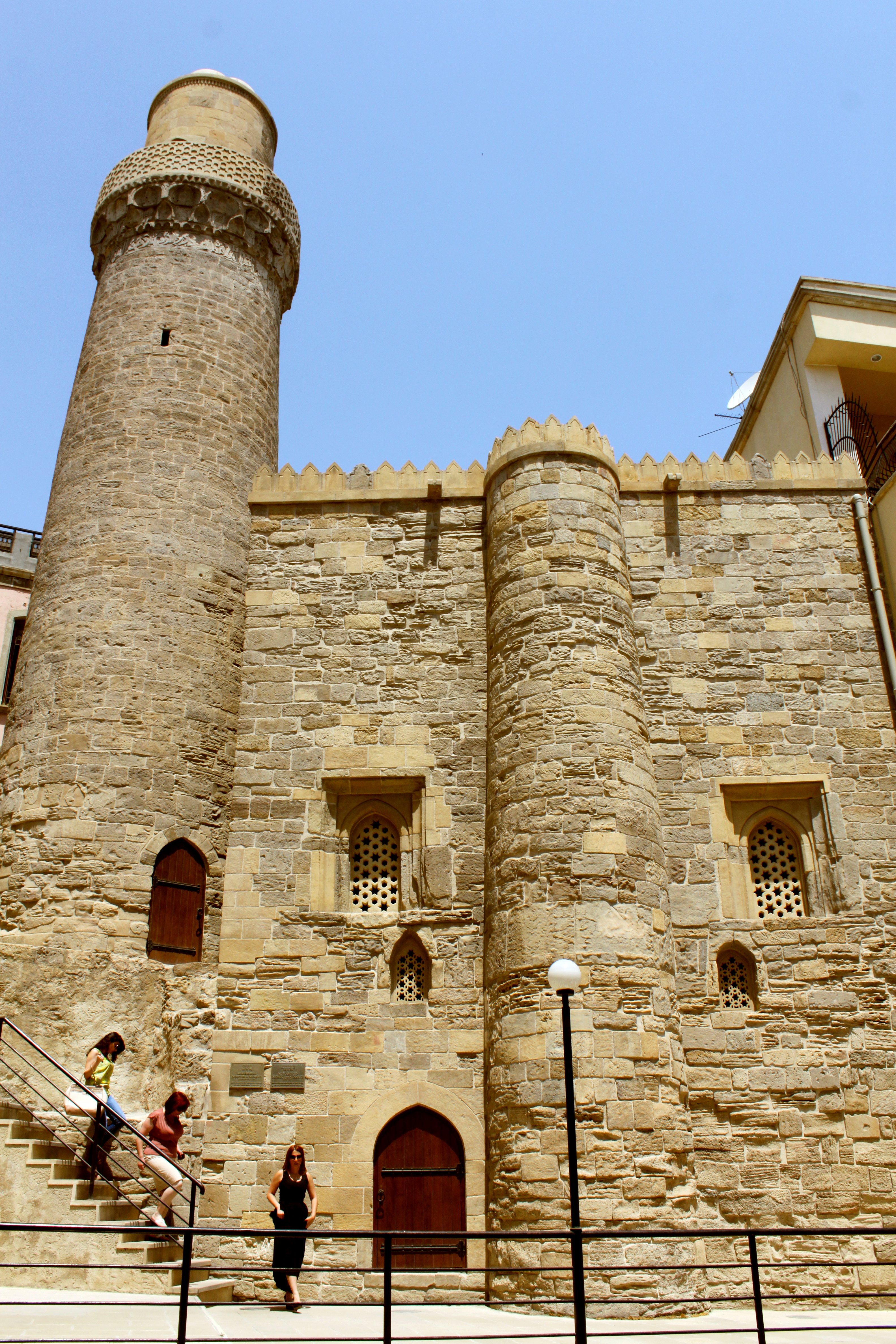
مسجد محمد (صيني قالا - القلعة المكسرة)
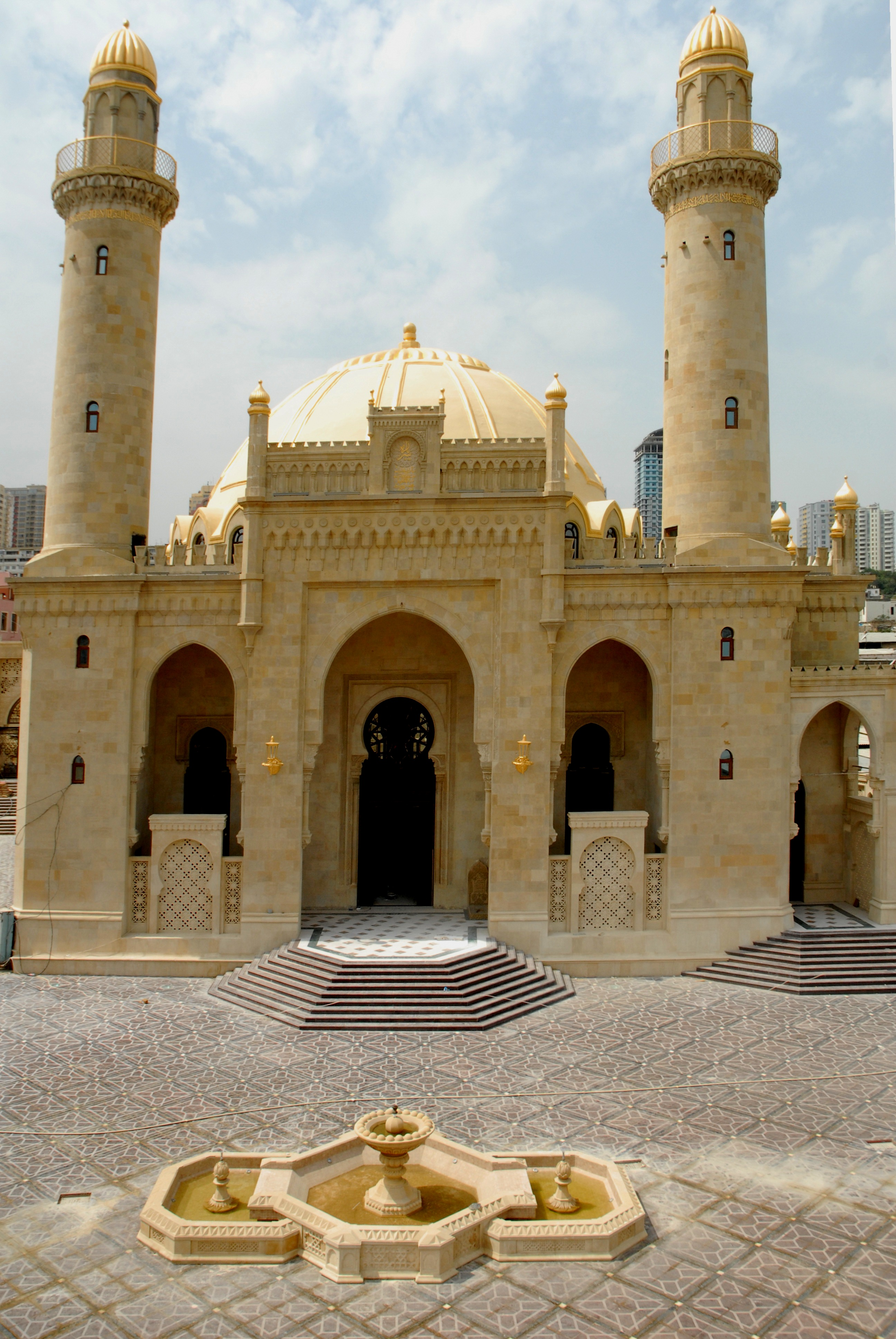
مسجد طازه بير

استمر تشييد المباني الإسلامية في باكو خلال الفترة الإمبراطورية. على وجه الخصوص، تم بناء مسجد أجدر باي في ضواحي المدينة في 1912-1913.

## عهد الإمبراطورية الروسية وأذربيجان الديمقراطية
هناك العديد من المباني التي تم بناؤها في باكو في مطلع القرن العشرين والتي تميز التأثير الفيكتوري والغربي في تصاميمها. نمت المدينة لتصبح واحدة من المراكز الصناعية الرئيسية في الإمبراطورية الروسية حيث جذبت حقول النفط الاستثمار الروسي والأجنبي.

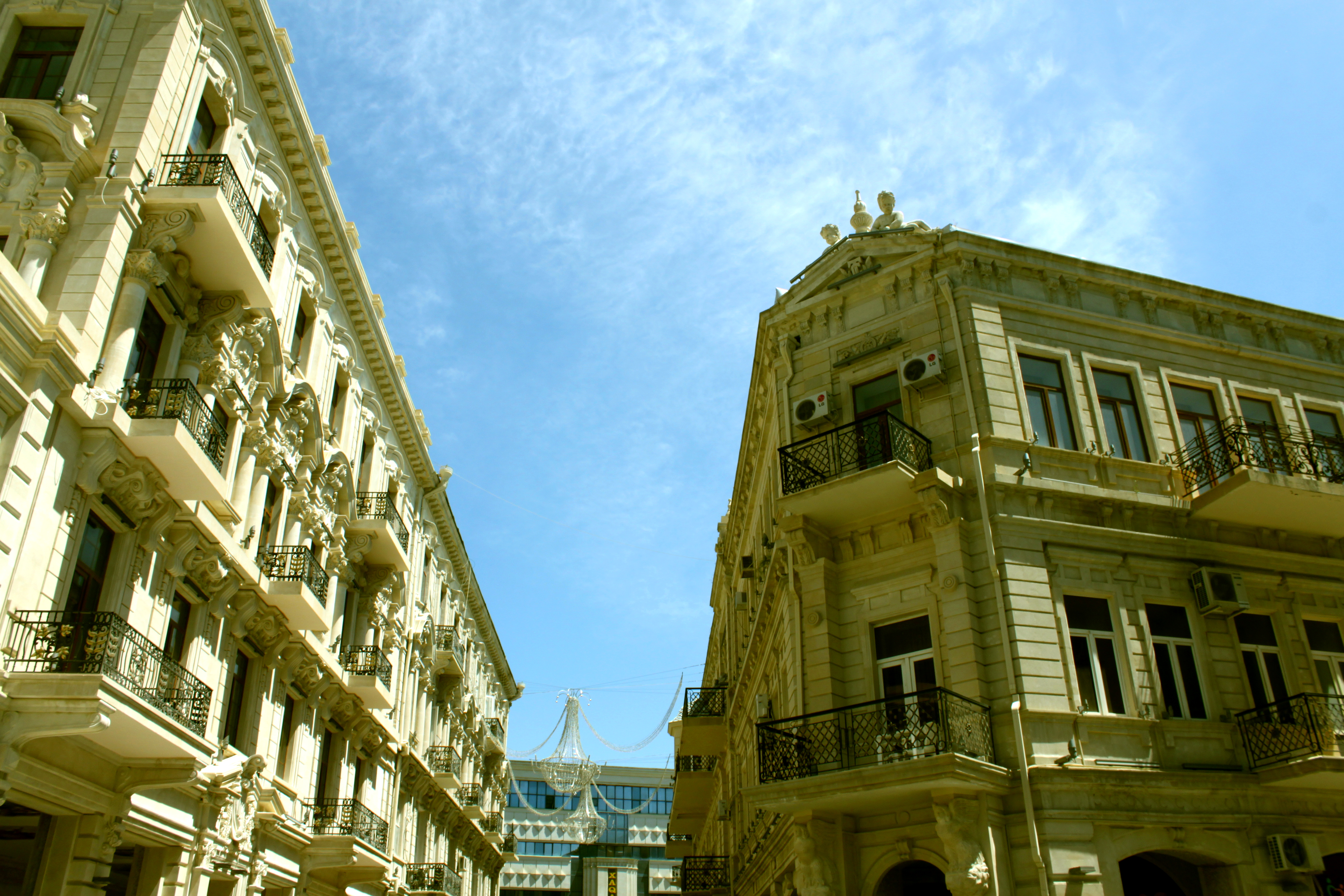
ميدان النافورات (باكو)
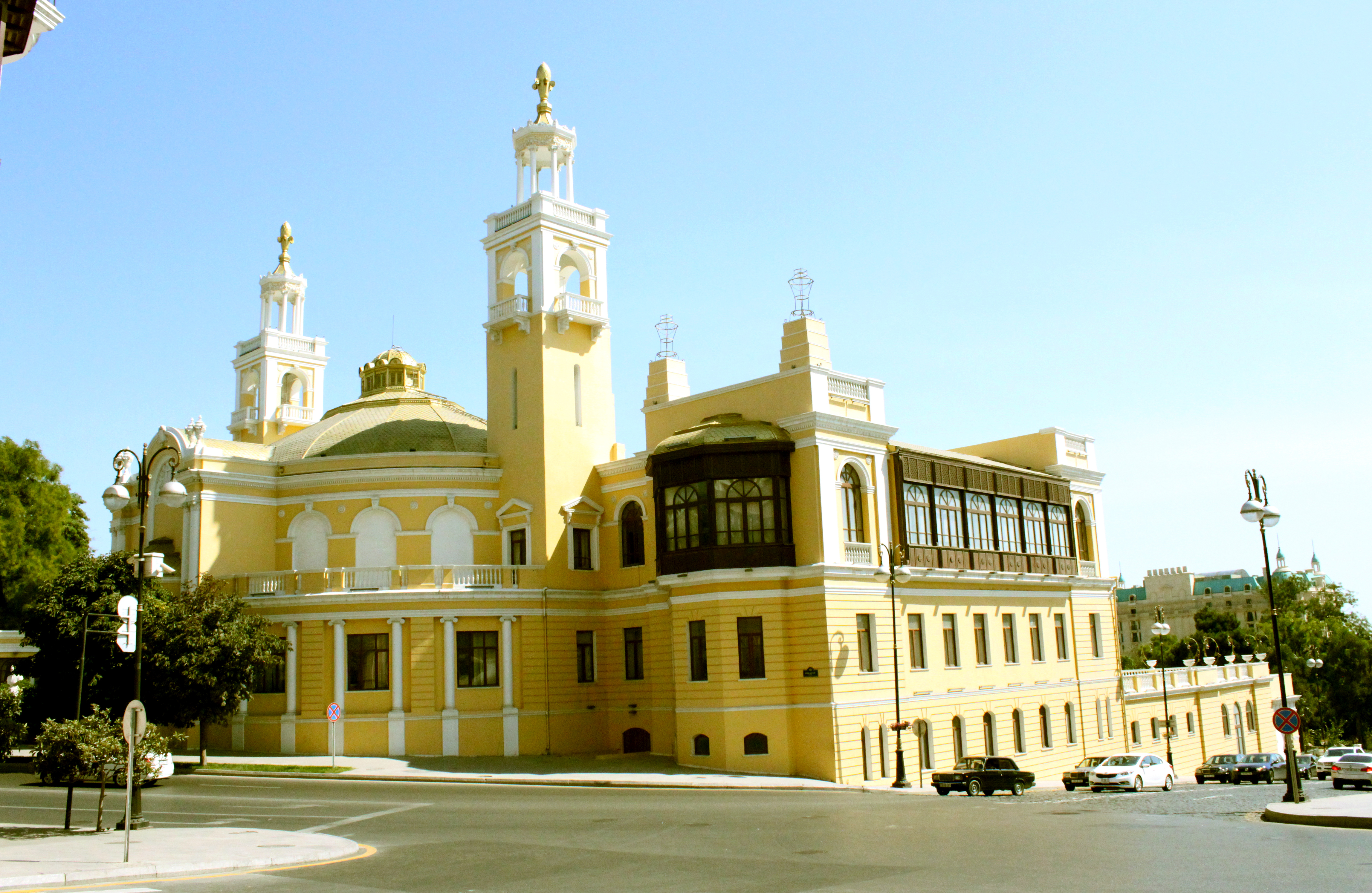
فيلهارموني أكاديمى لدولة أذربيجان
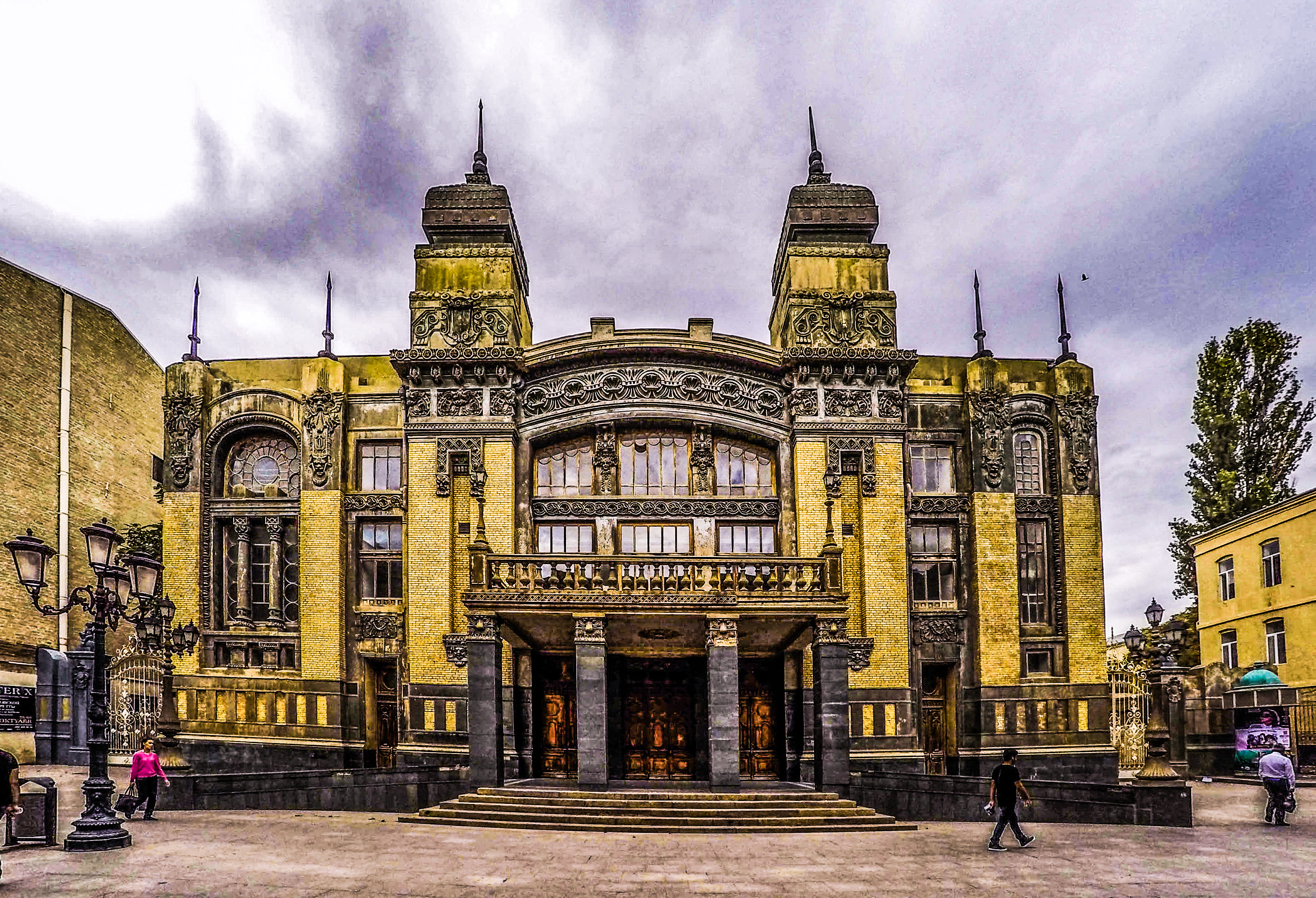
مسرح أكاديمية دولة أذربيجان للأوبرا والباليه
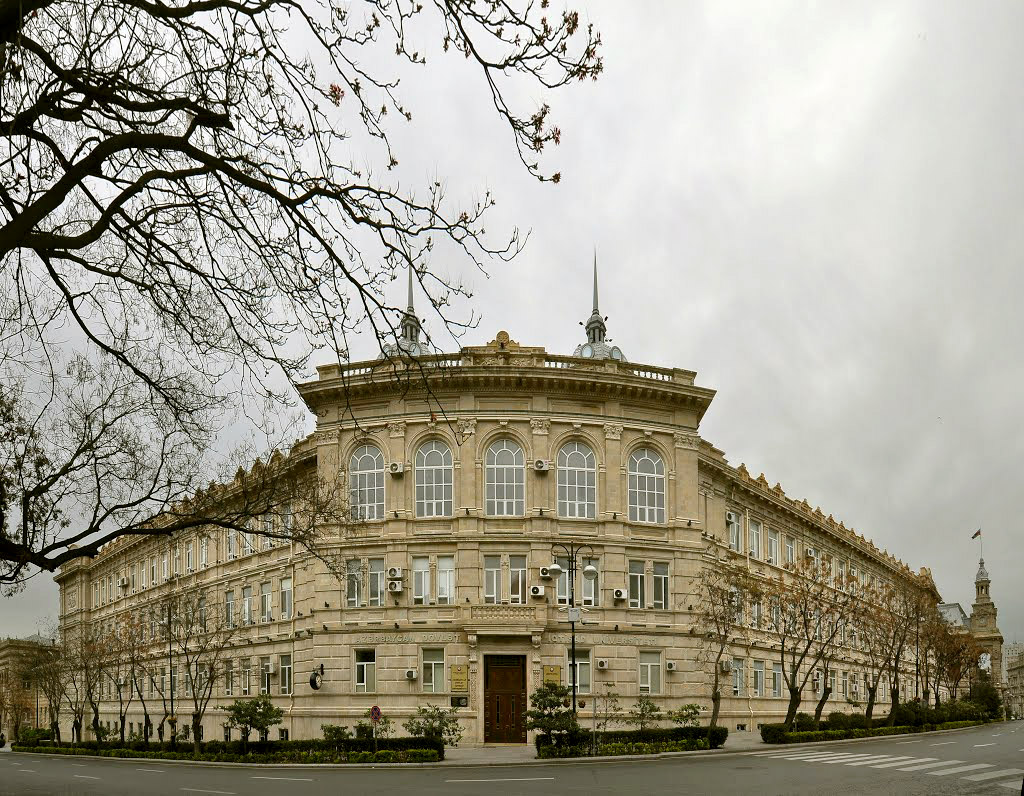
جامعة أذربيجان الاقتصادية الحكومية
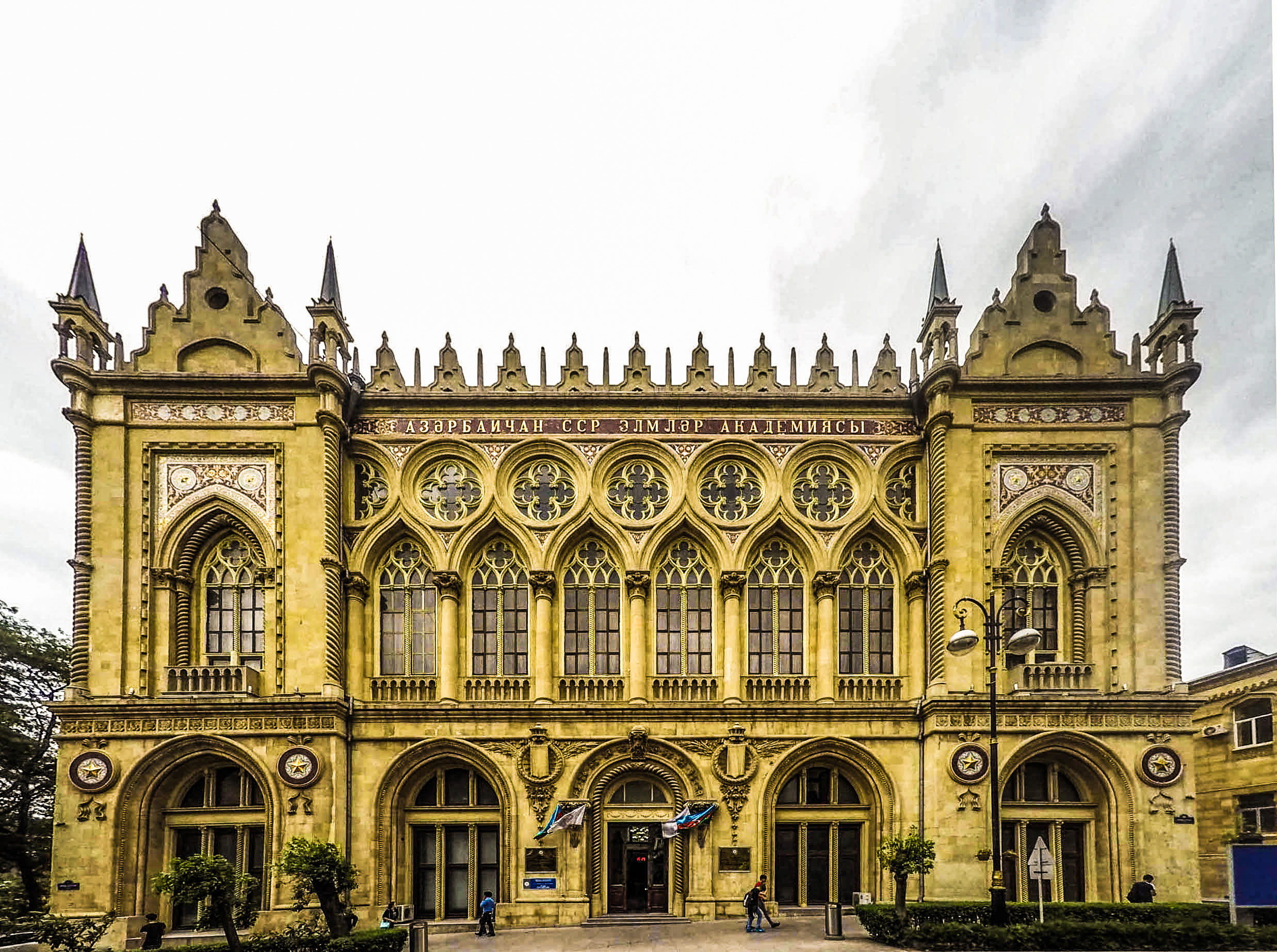
قصر الإسماعلية
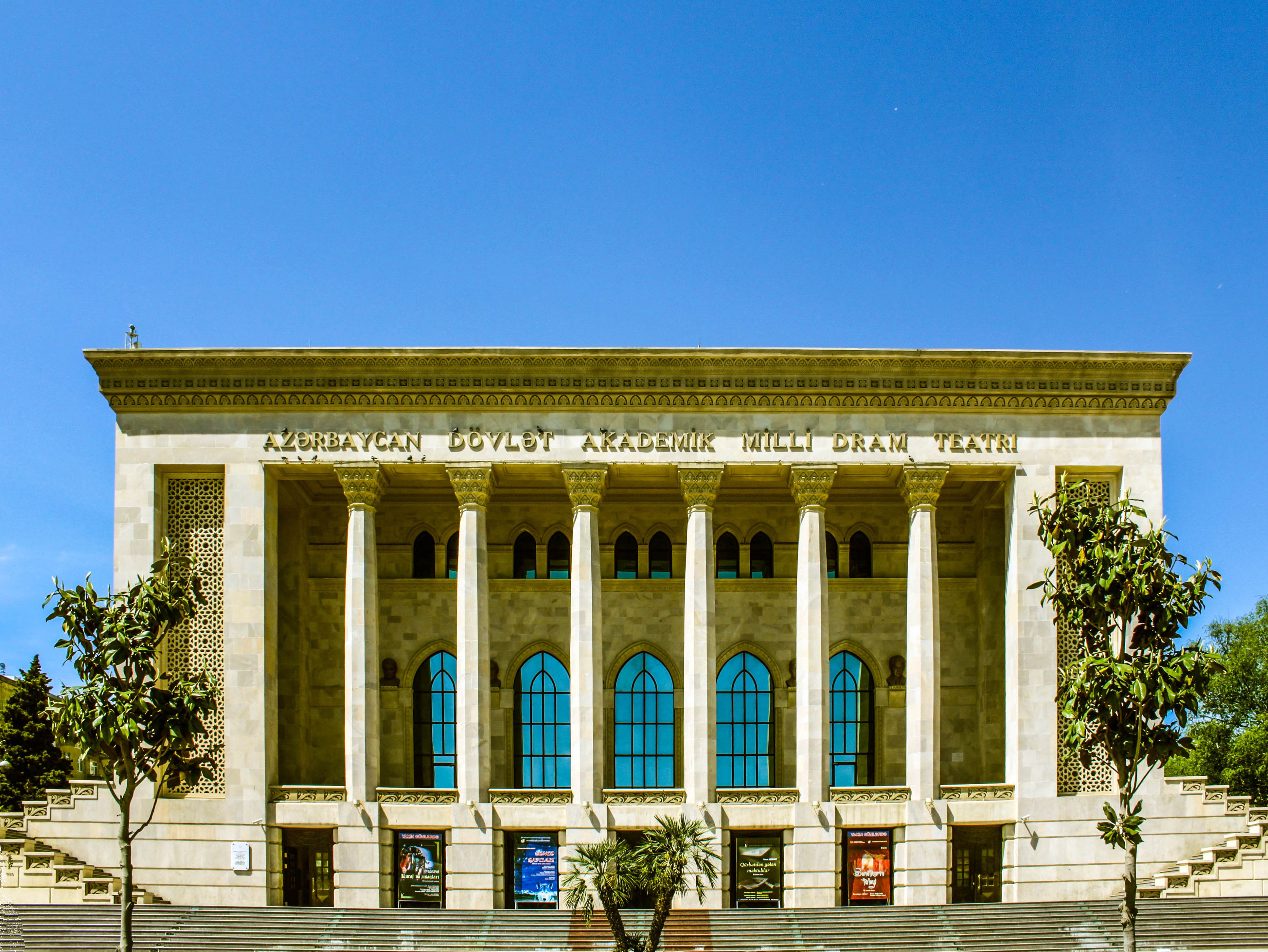
مسرح الدراما الأكاديمي الحكومي أذربيجاني
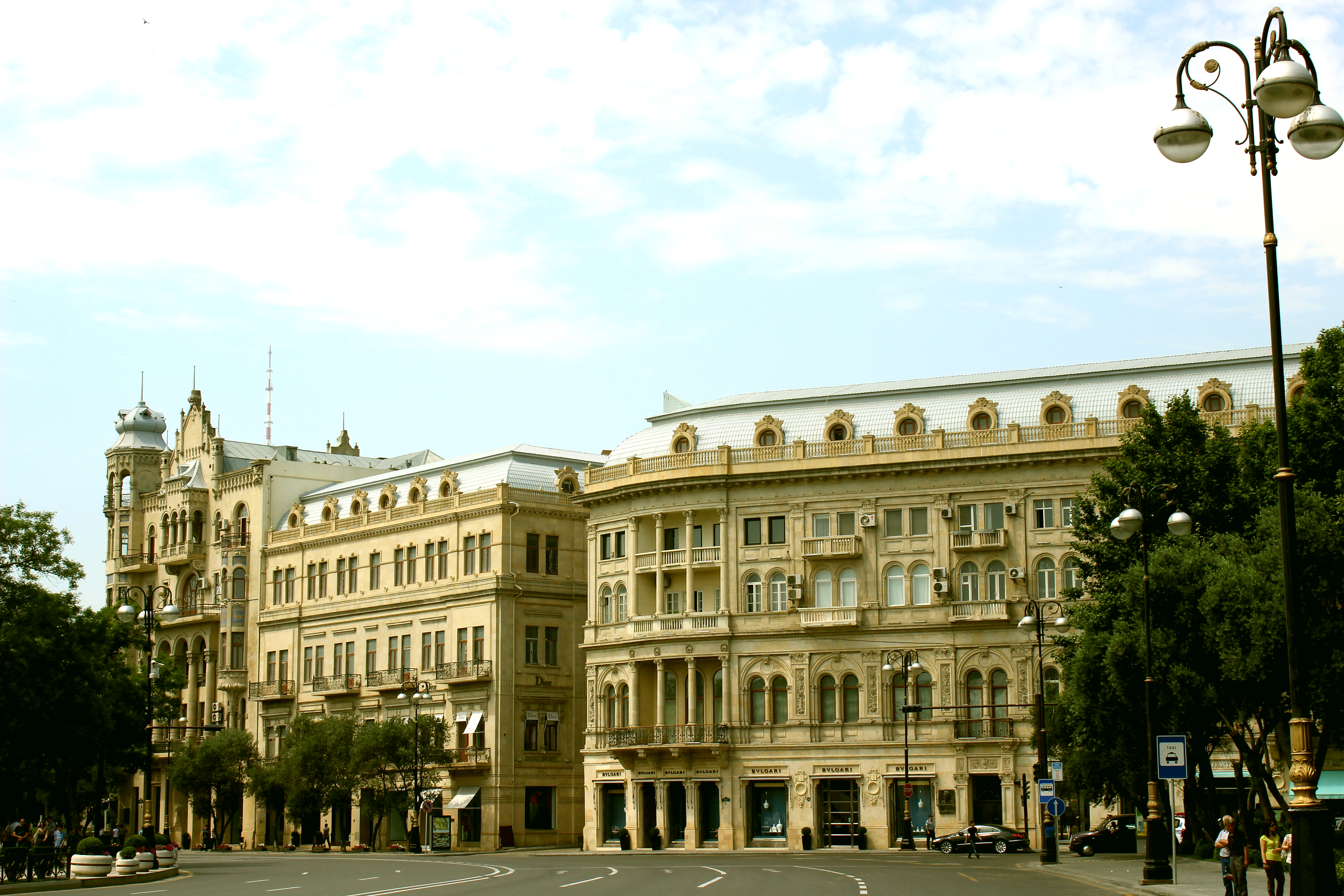
بيت اسى باي حجينسكي
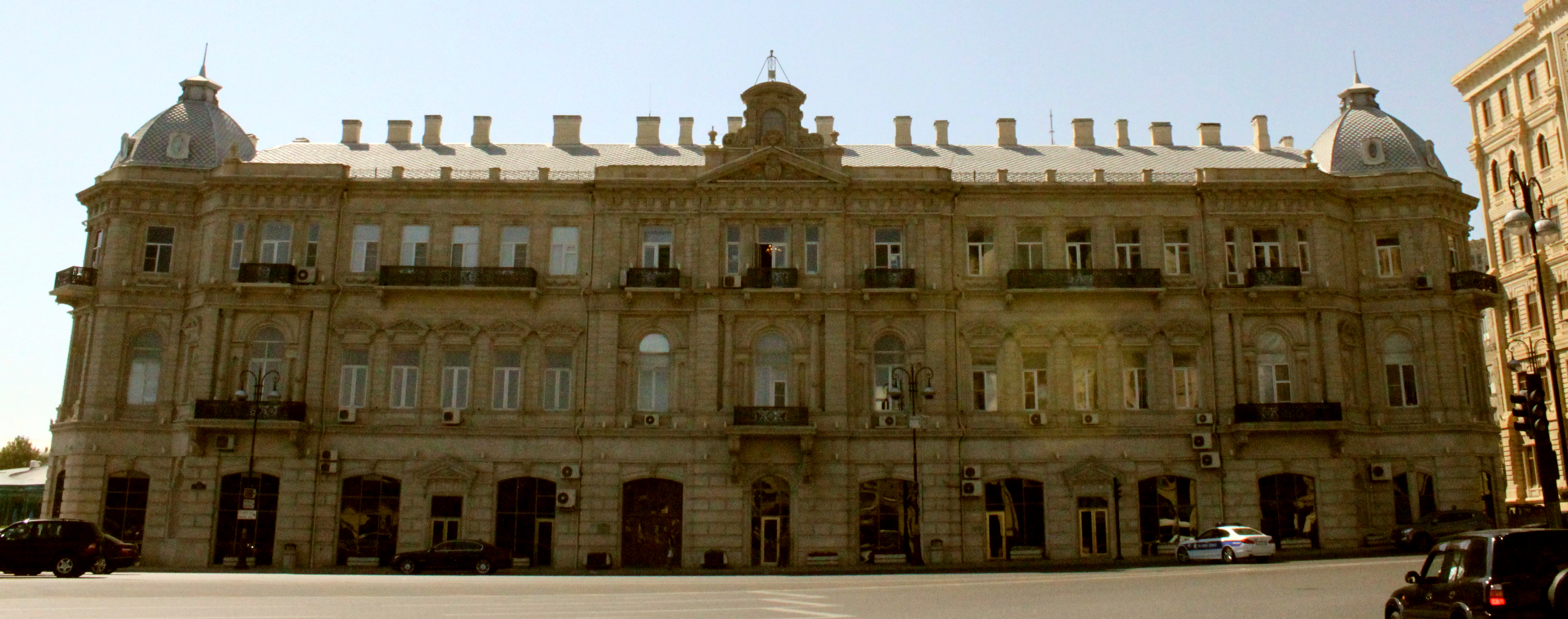
قصر مرتاغي
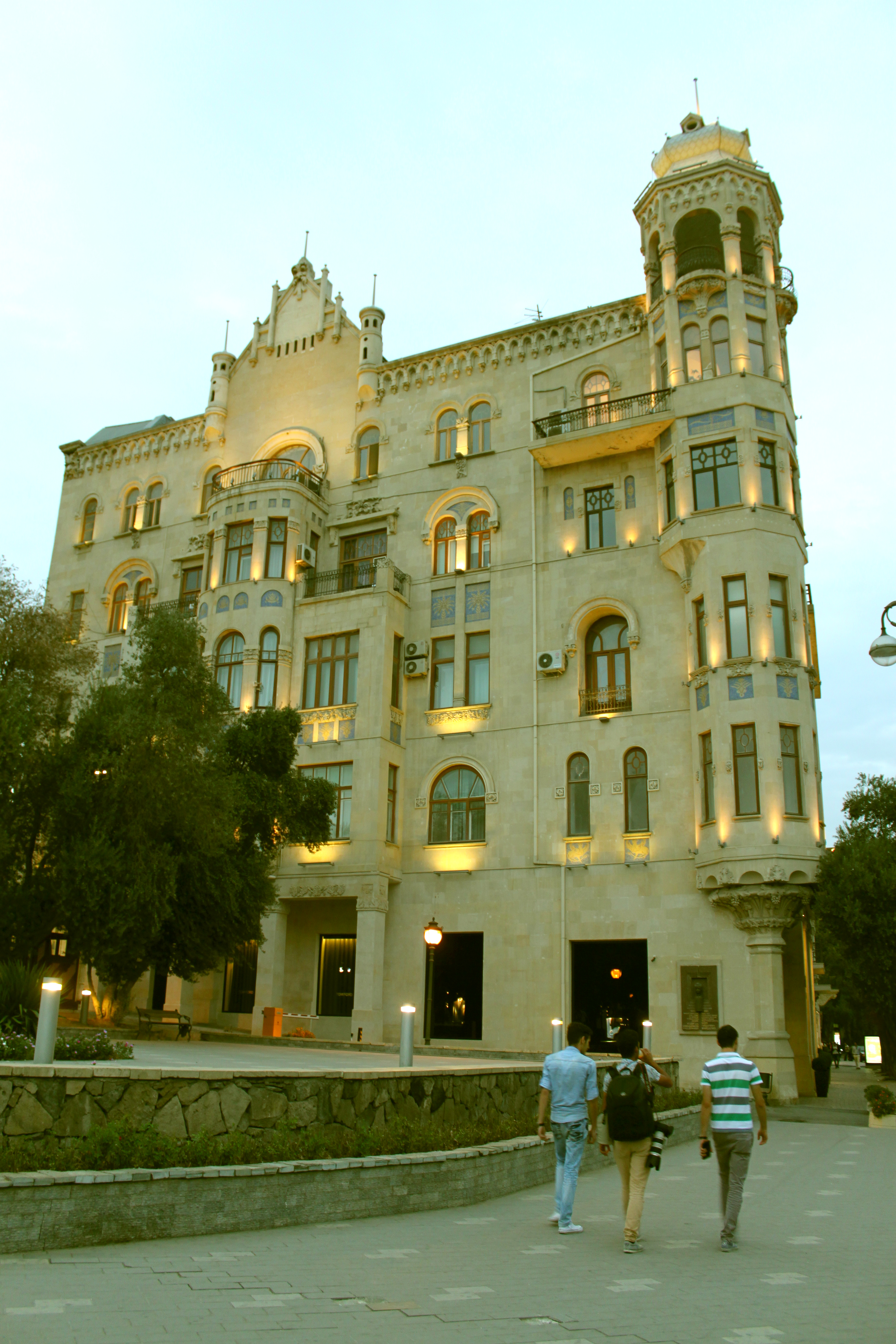
بيت اسى باي حجينسكي